# Mănăstirea Cricov-Sfânta Maria
Mănăstirea Cricov-Sfânta Maria este o mănăstire ortodoxă din România situată în orașul Urlați, județul Prahova.
Deține o biserică de lemn construită la Luieriu, în Mureș.